# 9 〜9番目の奇妙な人形〜
『9 〜9番目の奇妙な人形〜』（ナイン 9ばんめのきみょうなにんぎょう、原題: 9）は、2009年のアメリカ映画。この項目では、元になった短編映画"9"についても解説する。

## 長編製作の経緯
シェーン・アッカ―が2005年にカリフォルニア大学ロサンゼルス校のアニメーション・ワークショップで課題として制作した3D短編、"9" (en) が元になっている。この短編映画は第78回アカデミー賞短編アニメ賞にノミネートされている。この9がティム・バートンの目に留まり、長編映画化が実現することになった。短編は、2010年の長編とは舞台設定が共通しているものの、基本的なストーリーが異なっているほか、登場人物が実質的に9と5の二人だけであること、登場人物が全く声を発しないなどの差異がある。オリジナルの短編はDVD・ブルーレイの特典映像として収録されている。

## ストーリー
人類が滅亡し、終末世界と化した地球で1体の人形・9が目を覚ます。声が出ない彼は、「仲間」と声をかけられた人形・2と出会う。彼は9を喋れるようにしてくれた。しかし、突然「ビースト」に襲われ、2が連れ去られてしまう。再び一人ぼっちになってしまった9が次に出会ったのは、1、5、6、8だった。9は2を助けようと仲間たちに訴えるが、1に阻止されてしまう。それでも諦められない9は5と共に2を助けるため旅に出る。
なぜ、人類は滅亡してしまったのか？そして、人形達は何のために造られたのか？

## 登場人物
各項目内の並びは、基本的に登場順。

### 9体の人形
9（Nine）
主人公。9体の人形たちの中では最後に目覚めた。
2（Two）
発明家。9の発声装置を直し、喋れるようにした。
5（Five）
職人。過去に機械獣に襲われたことで、隻眼になっている。
1（One）
リーダー。臆病かつ保守的な性格で、9とはたびたび衝突する。彼のみ瞳孔がツリ目のような三角形になっている。
8（Eight）
腕力自慢。頭は悪いが、1の命令には忠実。
6（Six）
芸術家。左右で大きさの違う目が特徴。指がペン先になっている。
7（Seven）
女戦士。鳥の頭蓋骨を兜のように身に着けている。
3（Three） 4（Four）
双子。フードを被った姿をしている。言葉は話せないが、知識は豊富。目がプロジェクターになっている。

### 機械
「ビースト」（The Beast）
荒廃した世界を闊歩する機械獣。いずれも赤いカメラアイが付いている。
猫型ビースト（The Cat Beast）
作中で最初に登場する「ビースト」。背中には棘があり、頭は猫の頭蓋骨でできていて、左目には通常のカメラアイ、右目には暗闇での索敵用に白熱電球が付いている。ライオンか猿のような足取りで動き回る。

「ザ・マシーン」（The Fabrication Machine）
「ビースト」を生み出した元凶。

### その他
科学者
「ザ・マシーン」に搭載されている人工知能を作った科学者にして、9体の人形の生みの親。

## 声の出演
- 9:イライジャ・ウッド（日本語吹替：浪川大輔）
- 8、ラジオの声:フレッド・タタショア
- 7:ジェニファー・コネリー（日本語吹替：斎藤恵理）
- 6:クリスピン・グローヴァー（日本語吹替：平松孝明）
- 5:ジョン・C・ライリー（日本語吹替：落合弘治）
- 2:マーティン・ランドー（日本語吹替：伊井篤史）
- 1:クリストファー・プラマー（日本語吹替：石田太郎）
- 科学者:アラン・オッペンハイマー（日本語吹き替え：中博史）
- 独裁者:トム・ケイン（日本語吹き替え：中博史）
- ニュースキャスター:ヘレン・ウィルソン

## スタッフ
- 監督/原案:シェーン・アッカー
- 製作:ジム・レムリー、ティム・バートン、ティムール・ベクマンベトフ
- 共同制作:ジンコ・ゴトー
- 脚本:パメラ・ペトラー
- 編集:ニック・ケンウェイ
- テーマ曲:ダニー・エルフマン
- 音楽:デボラ・ルーリー
- 日本語字幕版翻訳:林完治

## 評価
レビュー・アグリゲーターのRotten Tomatoesでは185件のレビューで支持率は58%、平均点は5.90/10となった。Metacriticでは31件のレビューを基に加重平均値が60/100となった。

## 受賞・ノミネート
第37回アニー賞
- ノミネート：特殊効果賞
- ノミネート：美術賞